# 峰山乡
峰山乡，是中华人民共和国江苏省宿迁市泗洪县下辖的一个乡镇级行政单位。2020年7月，撤销双沟镇、四河乡、峰山乡，设立新的双沟镇。以原双沟镇、四河乡、峰山乡的行政区域为双沟镇行政区域。

## 行政区划
峰山乡下辖以下地区：
峰山社区、前窑社区、宋庄村、吴庄村、黄岗村、塔河村、周王村、王套村、张郭村和后窑村。